# Dia Internacional em Memória do Desastre de Chernobil
O Dia Internacional em Memória do Desastre de Chernobil é um dia observado anualmente em 26 de abril desde 2017, instituído pela Assembleia das Nações Unidas (ONU) em 8 de dezembro de 2016.

## Proclamação
O Dia Internacional em Memória do Desastre de Chernobil foi proclamado pela Assembleia Geral das Nações Unidas em 8 de dezembro de 2016. Essa proclamação veio como um reconhecimento das consequências de longo prazo que ainda perduram 30 anos após o acidente. A cooperação internacional, Estados-membros, agências do sistema das Nações Unidas, outras organizações internacionais e sociedade civil foram instados a comemorar esse dia, destacando as demandas ainda em andamento das comunidades e territórios afetados.

## Celebração
Esse dia é celebrado anualmente em 26 de abril, que coincide com o aniversário do acidente ocorrido em 1986 na cidade de Chernobil e que se tornou um desastre nuclear. Começou a ser comemorado em 2017 e a escolha desse dia visa manter viva a memória das consequências do acidente e suas lições para a segurança nuclear e o desenvolvimento sustentável. A celebração também serve para lembrar as vítimas do desastre e refletir sobre como a cooperação internacional desempenhou e continua desempenhando um papel crucial na recuperação e no apoio às regiões afetadas.